# Harold Land
Harold Land (jako Harold de Vance Land; 18. února 1928, Houston, Texas, USA – 27. července 2001, Los Angeles, Kalifornie, USA) byl americký jazzový tenorsaxofonista. Spolupracoval například s hudebníky, jako byli Blue Mitchell, Ella Fitzgerald nebo Bobby Hutcherson. Britská skupina Yes po něm pojmenovala jednu skladbu na svém debutovém albu Yes z roku 1969.